# Billboard Việt Nam
Billboard Việt Nam là một tạp chí trực tuyến về âm nhạc ở Việt Nam, được sở hữu bởi Công ty TNHH truyền thông Purpose, hợp tác với Billboard. Tạp chí ra mắt lần đầu tiên trong buổi họp báo giới thiệu chương trình biểu diễn Lễ hội New Year's Countdown Lights 2018 ở Thành phố Hồ Chí Minh, Việt Nam. Billboard Việt Nam có các tin tức, đánh giá, phỏng vấn và phân tích ngành công nghiệp âm nhạc trong và ngoài nước.

## Bảng xếp hạng
Billboard Việt Nam phát hành hai bảng xếp hạng ca khúc, Vietnam Hot 100 và Top Vietnamese Songs, với phiên bản đầu tiên vào ngày 4 tháng 1, 2022. Hai bảng xếp hạng dựa trên hoạt động của bài hát trên lượt tải nhạc số và phát trực tuyến, riêng Top Vietnamese Songs chỉ bao gồm ca khúc tiếng Việt.